# بوغارت روجرز
بوغارت روجرز (بالإنجليزية: Bogart Rogers)‏ هو كاتب سيناريو أمريكي، ولد في 24 يونيو 1897، وتوفي في 24 يوليو 1966.

## وصلات خارجية
- بوغارت روجرز على موقع IMDb (الإنجليزية)
- بوغارت روجرز على موقع قاعدة بيانات الفيلم (الإنجليزية)